# A3 (Botswana)
Die A3 ist eine Fernstraße in Botswana.
Sie beginnt bei der Abzweigung der A1 in Francistown und dient als Verbindungsstrecke zur A2. Der Anschluss an die A2 erfolgt in Ghanzi. Sie verläuft durch Nata, Gweta und Maun und ist 816 Kilometer lang.